# Dom Żytomirskiego

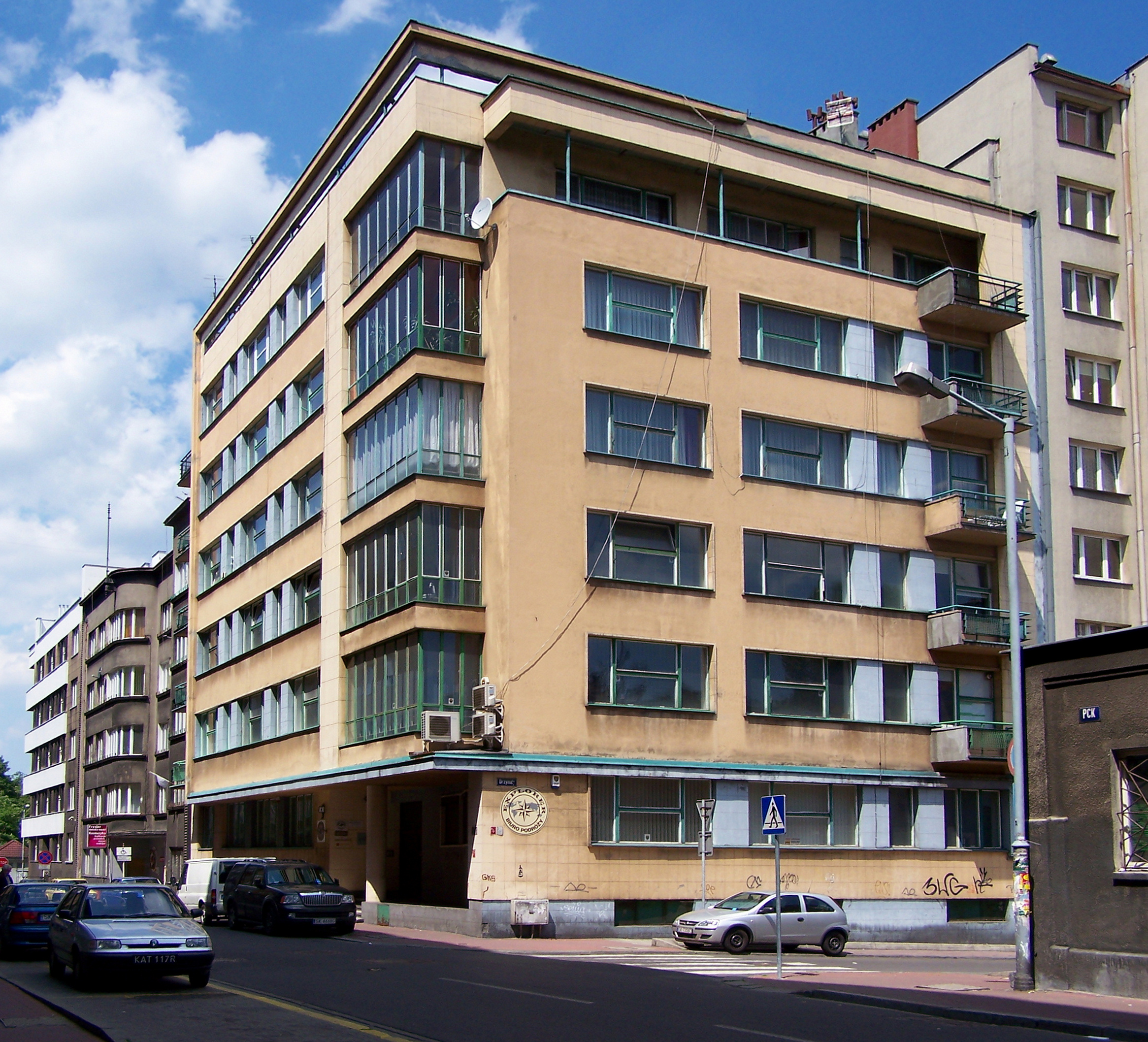
Ansicht von Südosten, 2007

Dom Żytomirskiego bezeichnet ein Mietshaus in Katowice (deutsch Kattowitz, Woiwodschaft Schlesien) in Polen. Es wurde von 1936 bis 1937 im Stil der Moderne für Wojciech Żytomirski errichtet und steht seit 2012 unter Denkmalschutz.
Das sechsgeschossige Eckhaus steht im Südwesten des Stadtbezirks Śródmieście (Innenstadt) an der Ulica PCK 6. Architekt war Karol Schayer. Das Gebäude gehört zu einem Ensemble ähnlicher Häuser und wurde am 23. März 2012 unter der Nummer A/370/12 in das nationale Verzeichnis der Baudenkmäler der Woiwodschaft Schlesien aufgenommen.